# Pia Miranda
Pia Miranda (Melbourne, Victoria, Australia; 15 de junio de 1973) es una actriz australiana, que interpretó a Josie Alibrandi en la película Looking for Alibrandi y a Karen Oldman en la serie Neighbours.

## Biografía
Pia es la menor de dos hermanas, es de ascendencia italiana.
Es muy buena amiga de la actriz Rose Byrne.
En marzo del 2001 se casó con Luke Hanigan, el cantante principal de la banda "Lo-tel" en una capilla en Las Vegas, la pareja le dio la bienvenida a su primera hija Lily Hanigan el 18 de marzo de 2010.

## Carrera
En 1998 se unió al elenco recurrente de la popular serie australiana Neighbours donde interpretó a la estudiante Karen Oldman, hasta 1999.
En el 2000 se unió al elenco de la película Looking for Alibrandi donde interpretó al personaje principal de la joven Josie Alibrandi, la hija de Michael Andretti (Anthony LaPaglia) quien la deja a ella y a su madre antes de su nacimiento. Ese mismo año apareció como invitada en la popular serie australiana All Saints donde interpretó a Brittany Finlay, una estudiante de enfermería.
En el 2002 obtuvo un pequeño papel en la película Queen of the Damned donde interpretó a la compañera de departamento de Jesse Reeves (Marguerite Moreau).
En el 2003 apareció por primera vez como personaje recurrente en la serie The Secret Life of Us donde interpretó a Talia hasta el 2004.
En el 2013 apareció como invitada en la primera temporada de la serie The Time of Our Lives donde interpretó a Kristin Glaros, una consejera de la escuela Martin St Higg y compañera de trabajo de Bernadette Flynn-Tivolli (Justine Clarke).
En el 2015 se unirá al elenco de la tercera temporada de la serie Wentworth donde dará vida a Jodie Spiteri.

## Filmografía

### Series de televisión
| Año             | Título                        | Personaje              | Notas                                      |
| --------------- | ----------------------------- | ---------------------- | ------------------------------------------ |
| 2018 - presente | Back in Very Small Business   | -                      | -                                          |
| 2017            | Welfare                       | Dra. Michele Henderson | episodio "PTSD"                            |
| 2017            | Sherazade: The Untold Stories | Jinan                  | 7 episodios                                |
| 2017            | Mustangs FC                   | Jen                    | 10 episodios                               |
| 2017            | How to Life                   | Ava Shelton            | miniserie                                  |
| 2015            | Wentworth                     | Jodie Spiteri          | 8 episodios                                |
| 2013            | The Time of Our Lives         | Kristin Glaros         | 4 episodios                                |
| 2013            | It's a Date                   | Camilla                | episodio "Should You Date On The Rebound?" |
| 2011            | Sea Patrol                    | Tracey McQueen         | episodio "Lifeline"                        |
| 2011            | The Jesters                   | Voz                    | episodio "Go for Gold"                     |
| 2003 - 2004     | The Secret Life of Us         | Talia                  | 7 episodios                                |
| 2003            | Grass Roots                   | Ruth Levine            | episodio "Youth"                           |
| 2000            | All Saints                    | Brittany Finlay        | 5 episodios                                |
| 1998 - 1999     | Neighbours                    | Karen Oldman           | 17 episodios                               |
| 1999            | Bondi Banquet                 | Jo Tognetti            | -                                          |

### Películas
| Año  | Título                      | Personaje          | Notas |
| ---- | --------------------------- | ------------------ | --- |
| 2013 | Goddes                      | Sophie             | junto a Laura Michelle Kelly, Hugo Johnstone-Burt, Magda Szubanski & Dustin Clare                                  |
| 2011 | Surviving Georgia           | Heidi              | junto a Alyssa McClelland, Holly Valance & Shane Jacobson                                                          |
| 2010 | Loveless                    | Lisa               | corto - junto a Khan Chittenden                                                                                    |
| 2010 | Nic & Shauna                | Shauna             | corto - junto a Ryan Johnson, Caleb Fenech, Abe Forsythe & Wes Carr                                                |
| 2009 | Man's Best Friend           | Daine              | corto - junto a Brett Laurence Williams                                                                            |
| 2008 | Three Blind Mice            | Sally              | junto a Ewen Leslie, Toby Schmitz, Matthew Newton, Brendan Cowell, Alex Dimitriades, Marcus Graham & Barry Otto    |
| 2008 | The Tender Hook             | Daisy              | junto a Rose Byrne, Tyler Coppin, John Batchelor, Hugo Weaving & Matthew Le Nevez                                  |
| 2007 | The Girl Who Swallowed Bees | Mujer              | corto - junto a Hugo Weaving                                                                                       |
| 2004 | Right Here Right Now        | Mads               | junto a Matthew Newton, Tim Draxl, Toby Schmitz, Ewen Leslie, Geoff Morrell, Brooke Satchwell & Genevieve O'Reilly |
| 2003 | Travelling Light            | Leanne Ferris      | junto a Sacha Horler, Anna Torv, Tim Draxl, Kestie Morassi & Marshall Napier                                       |
| 2002 | The Doppelgangers           | Cornell            | corto - junto a Ewen Leslie & Felicity Price                                                                       |
| 2002 | Garage Days                 | Tanya              | junto a Kick Gurry, Russell Dykstra, Chris Sadrinna, Andy Anderson, Marton Csokas & Matthew Le Nevez               |
| 2002 | Queen of the Damned         | Compañera de Jesse | junto a Marguerite Moreau, Claudia Black, Bruce Spence & Matthew Newton                                            |
| 2000 | Looking for Alibrandi       | Josie Alibrandi    | junto a Greta Scacchi, Anthony LaPaglia, Kerry Walker, Kick Gurry & Matthew Newton                                 |

### Escritora y productora
| Año  | Título       | Notas                          |
| ---- | ------------ | ------------------------------ |
| 2010 | Nic & Shauna | corto - productora y escritora |

### Teatro
| Año  | Obra                               | Personaje | Director (a)      | Teatro                  | Notas                                                                   |
| ---- | ---------------------------------- | --------- | ----------------- | ----------------------- | ----------------------------------------------------------------------- |
| 2007 | ALP Arts Election Launch           | -         | Andrew Upton      | Riverside Theatres      | junto a Cate Blanchett, Joel Edgerton, Rhys Muldoon & David Wenham      |
| 2004 | The Unlikely Prospect of Happiness | -         | Jeremy Sims       | Sydney Theatre          | junto a Helen Dallimore, Russell Dykstra, Judi Farr & Anthony Simcoe    |
| 2004 | The Glass Menagerie                | Laura     | Kate Cherry       | -                       | junto a Gillian Jones, Ben Mendelsohn & Tim Wright                      |
| 2001 | Fireface                           | -         | Benedict Andrews  | -                       | junto a Lynette Curran, Socratis Otto, Anthony Phelan & Matthew Whittet |
| 2000 | Sweet Road                         | -         | Maeliosa Stafford | SBW Independent Theatre | junto a Tony Barry, Jeremy Callaghan, Tara Morice & Susan Prior         |

## Premios y nominaciones
| Año  | Categoría                                        | Premio     | Película              | Resultado |
| ---- | ------------------------------------------------ | ---------- | --------------------- | --------- |
| 2001 | Best Actor - Female                              | FCCA Award | Looking for Alibrandi | Nominada  |
| 2000 | Best Performance by an Actress in a Leading Role | AFI Award  | Looking for Alibrandi | Ganadora  |